# Högsarfärjan
Högsar färjan är en linfärja (vajerfärja) som trafikerar mellan  Nagu och Högsar i Pargas, Finland. Färjpassets längd är 319 meter. Färjan trafikerar dygnet runt utan tidtabell. Färjan har en bärighet på 44 ton och utrymme för ca. 10 personbilar.
Den nuvarande färjan är Lautta #182, som ursprungligen byggdes 1972 av Parkano Oy i Finland. År 2018 blev Högsar Finlands första elfärja då den bygdes om av Laivasähkötyö Oy att använda el direkt från elnätet för sina två dragvajrar. Färjan har också en reservdieselgenerator och sina ursprungliga maskiner och roderpropeller som extra reserv.